# Who'd Have Known (canción)
«Who'd Have Known» es una canción de la cantante inglesa Lily Allen perteneciente a su segundo álbum 
It's Not Me, It's You. Es el quinto sencillo del álbum, pero es el cuarto en el Reino Unido.
Esta canción estuvo a punto de no ser incluida en el álbum, ya que el estribillo de la canción fue copiado (no intencionalmente) de la canción "Shine" del grupo Take That.

## Video
El video de la canción fue grabado a fines de septiembre. El video trata que Lily es una obsesionada fan de Elton John al punto que llega a secuestrarlo. Luego lo "tortura", le baila y toca el piano.
De repente aparece Lily cantando la canción en un fondo de un póster de Elton. Luego hace que Elton llame a sus liberadores diciendo que se muere por ella hasta que finalmente Lily se queda dormida viendo televisión y Elton John logra escapar.

## Posicionamiento
| Listas (2009)      | Posición máxima |
| ------------------ | --------------- |
| ARIA Singles Chart | 54              |
| UK Singles Chart   | 39              |

- Datos: Q1969199